# Universi Dominici gregis
Universi Dominici gregis je apostolska konstitucija Katoličke Crkve koju je izdao papa Ivan Pavao II. 22. veljače 1996. godine. Zamijenila je apostolsku konstituciju pape Pavla VI. iz 1975., Romano Pontifici eligendo, i sve prethodne apostolske konstitucije i naredbe o izboru pape.
Konstitucija je kasnije izmijenjena od pape Benedikta XVI. motu propriosm De aliquibus mutationibus in normis de selectione romani Romani pontificis 2007. i Normas nonnullas 2013.